# FSO Polonez

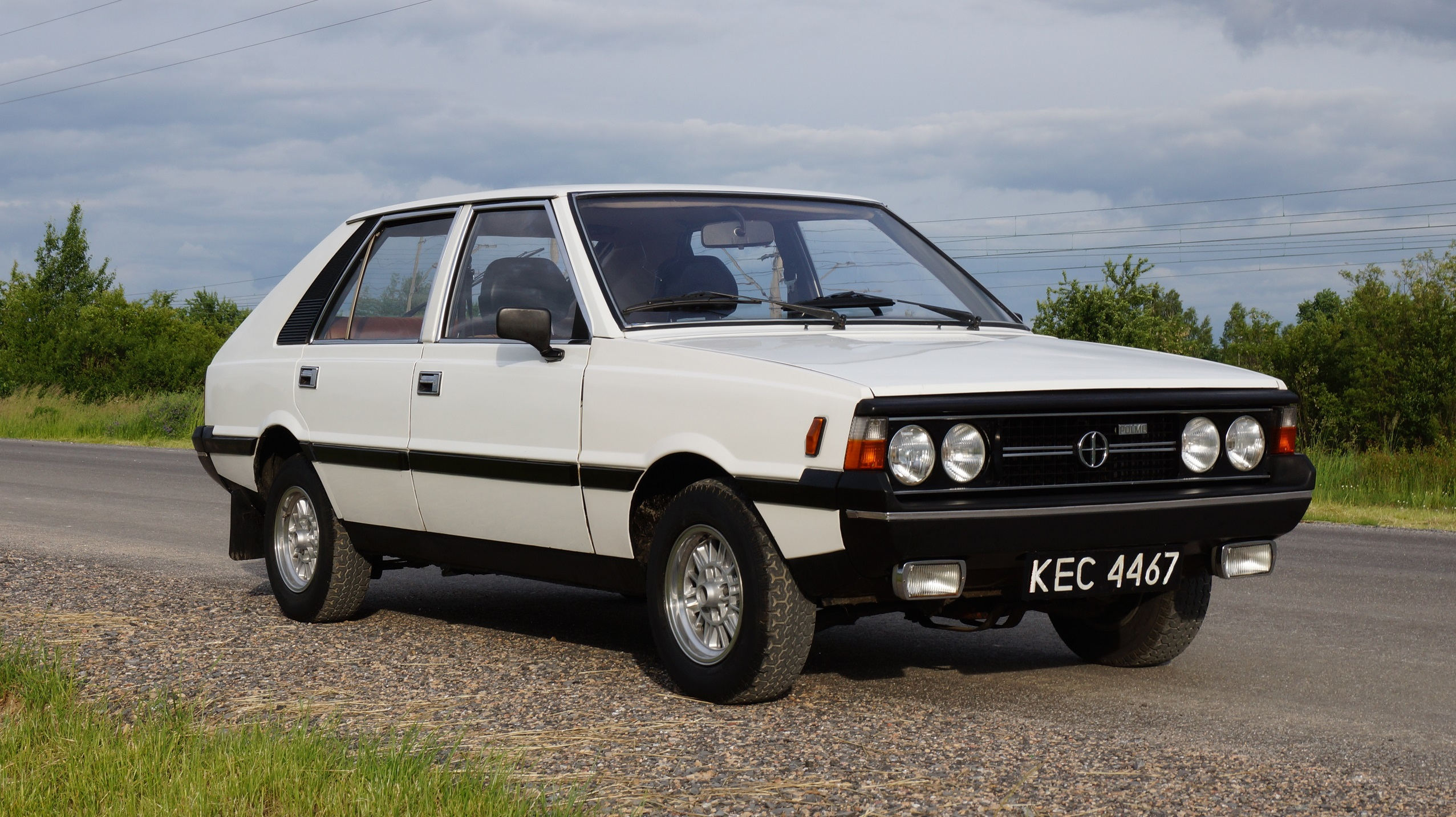
FSO Polonez 1.5 л

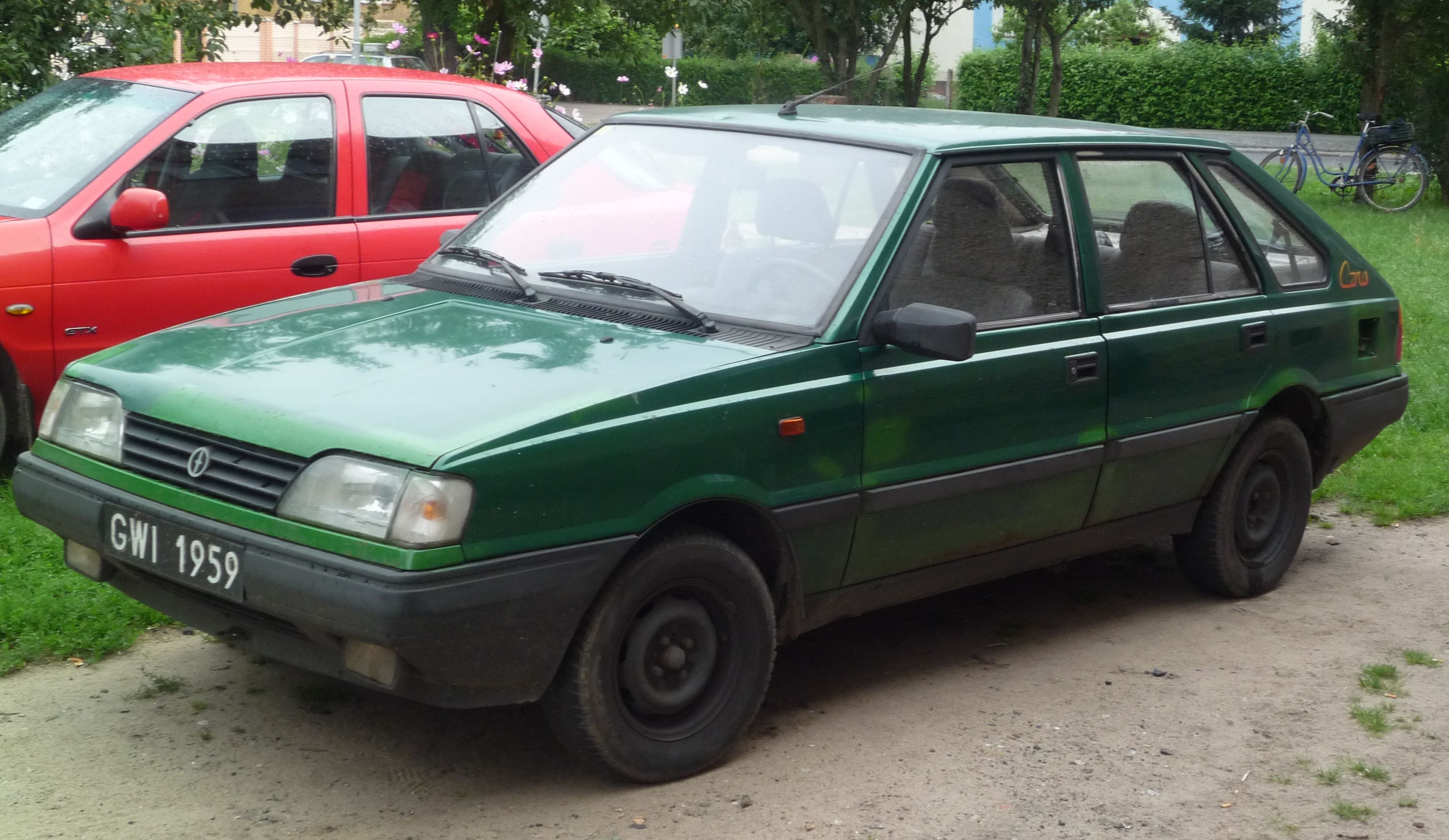
FSO Polonez Caro 1.6

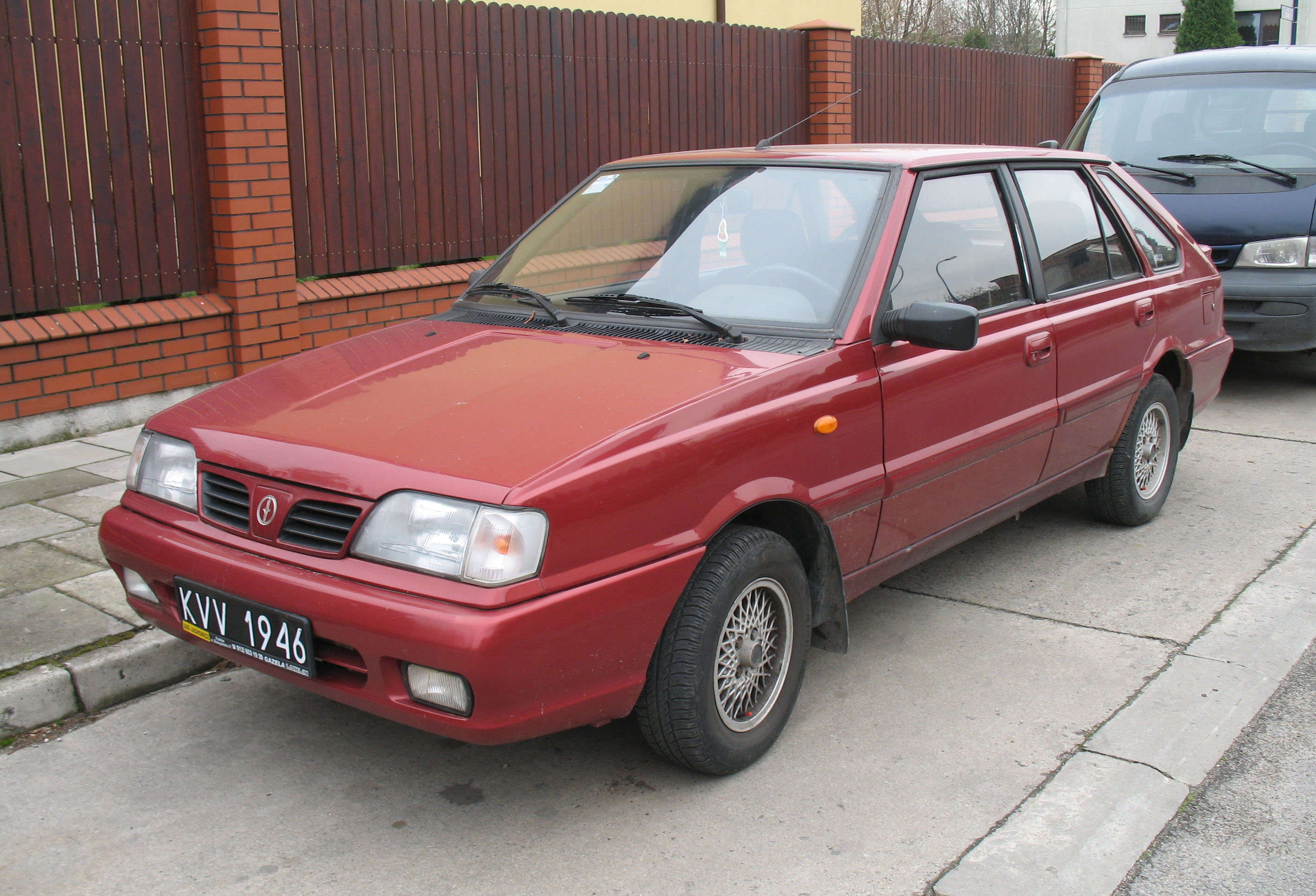
Daewoo-FSO Polonez Caro Plus 1.6 GSI

Польонез (пол. Polonez) — польський задньопривідний автомобіль, що вироблявся компанією FSO в Варшаві, з 1978 по 2002 рік.
У 1978 році польський завод Fabryka Samochodów Osobowych SA, розпочав випуск нової моделі, що отримала назву Polonez. Модель була названа на честь однойменного польського танцю. Спочатку з конвеєра заводу зійшли три моделі: Польонез 1500, Польонез 1300, а також Польонез 2000 Ралі, цифри йдуть за назвою показують об'єм двигуна моделі. 1979 року Польонез 2000 Ралі дебютував на ралі Монте-Карло. 1980 року були випущені тридверні модифікації моделей. 1986 року вийшла модель Польонез 1500 X, яка мала у своєму розпорядженні двигуном об'ємом 1481 см3, потужністю 80 кінських сил, 5-ступінчасту коробку передач і радіо магнітолу. Завдяки відносній дешевизні та надійності автомобіль експортувався в ряд країн, серед яких: Нідерланди, Болівія, Велика Британія, Китай, Греція, Італія, Фінляндія, Іспанія, Португалія, Єгипет. У Єгипті був побудований завод по збірці автомобілів, що закрився на початку 2000-х років. Крім цього автомобілі експортувалися в деякі країни Латинської Америки, де використовувалися як поліційні машини і таксі. Починаючи з 1997 року автомобілі поступово почали виходити з іноземних ринків, не проходячи за вимогами що ставляться до викиду вихлопних газів. Поступово обсяги випуску знижувалися і в 2002 році випуск моделі був припинений.

## Двигуни
FSO Polonez
- 1.3 L OHV I4
- 1.5 L OHV I4
- 1.6 L OHV I4
- 2.0 L Fiat DOHC I4
- 2.0 L Ford SOHC
- 1.9 L XUD9A diesel I4 (пікап)
- 2.0 L VM HR488 diesel I4

FSO Polonez Caro
- 1.4 L DOHC K16 I4
- 1.5 L OHV I4
- 1.6 L OHV I4
- 2.0 L Ford SOHC
- 1.9 L XUD9A diesel I4

FSO Polonez Caro Plus
- 1.4 L DOHC K16 I4
- 1.6 L OHV I4
- 1.9 L XUD9A diesel I4 (пікап)